# 122 mm-es 1938 mintájú tarack (M–30)
A 122 mm-es 1938 mintájú tarack (M–30) (oroszul 122-мм гаубица образца 1938 года (М–30), 122-mm gaubica obrazca 1938 goda (M–30)) szovjet gyártmányú 121,92 mm-es tarack. A fegyvert az 1930-as évek végén a Motovilihai Üzemek tervezőirodájában fejlesztették ki Fjodor Petrov vezetésével, sorozatgyártása 1939-től 1955-ig tartott. Az M–30-ast a Munkás-paraszt Vörös Hadsereg bevetette a második világháborúban, főleg hadosztályszinten alkalmazott tüzérségi eszközként. Zsákmányolt példányokat később a németek és a finnek haderejében is alkalmazták. A világháború után a huszadik század közepétől egészen a végéig számos konfliktusban használták a löveget, kiemelkedően a Közel-Keleten. A Magyar Néphadseregben is rendszeresítették az eszközt.

## Fejlesztés
1930-ban a Vörös Hadsereg vezetése egy új, hadosztály-tarackot keresett, amellyel leválthatná az első világháború előttről származó 122 mm-es 1909 mintájú és 122 mm-es 1910 mintájú tarackjait. Bár mindkét típust modernizálták, majd rendszeresítették 122 mm-es 1909/37 mintájú tarack és 122 mm-es 1910/30 mintájú tarack jelöléssel, továbbfejlesztésük nem oldotta meg tervezetük összes problémáját.
Az új tarack kifejlesztését először a KB–2 tervezőiroda próbálta meg, német mérnökök részvételével. A kísérleti példányt, ismertebb nevén a Lubokot (Faháncs) 1932-ben csapatpróbára küldték, majd 1934-ben 122 mm-es 1934 mintájú tarack néven rendszeresítették. Lövegcsöve 23 űrméret/hosszúságú volt, maximális magassági irányzása 50°, oldalirányzása 7°, harc közbeni tömege 2250 kg, szállítótömege pedig 2800 kg volt. Elődjeihez hasonlóan a Luboknak egyszárú lövegtalpa volt, és bár rendelkezett felfüggesztéssel, a kerekeket nem látták el gumiabronccsal, így a vontatási sebesség csak 10 km/h-ra korlátozódott. Ennek ellenére az 1910/30 mintájú löveghez képest hatalmas előrelépés volt, bár azt a típust is egészen 1941-ig gyártották, nem úgy, mint a Lubokot. 1934–1935 között nyolc darabot gyártottak az új típusból, majd ismeretlen okokból leállították a gyártást, valószínűleg a KB–2 iroda felbomlása miatt.
Az 1930-as évek közepén a Tüzér Főcsoportfőnökség (GAU vagy ГАУ – Главное артиллерийское управление) úgy határozott, hogy áttérnek a 105 mm-es lövegek alkalmazására, hasonlóan más külföldi hadseregekhez. A kisebb lövedék hatására a löveg könnyebb, így mozgékonyabb lehet, másfelől viszont a 105 mm-es löveg rombolóereje kisebb. Ezen felül sem orosz, sem szovjet tapasztalat nem állt rendelkezésre a 105 mm-es lövedékekhez, míg a 122 mm-es űrméretben rendelkeztek mind gyártósorokkal, mind legyártott lövedékekkel (habár hasonló, 107 mm-es gyártófelszerelés és lőszerkészlet – a 107 mm-es 1910 mintájú löveghez – rendelkezésre álltak). Végül 1937-ben a Vörös Hadsereg vezérkari főnöke, Alekszandr Jegorov a 122 mm-es lőszert támogatta.
Ezt követően 1938–1939-ben három tarack került csapatpróbára. Az UZTM (Uráli Nehézgépgyár) tervezőiroda, amelyet a GAU bízott meg az új tarack tervezésével, kifejlesztette az U–2 jelű típust. Hasonló tervezetek születtek a Petrov vezette Motovilihai Üzemek tervezőirodájában (M–30) és a Vaszilij Gavrilovics Grabin vezette 92-es számú üzem tervezőirodájában (F–25).
Az U–2 (csőhossz 21 űrméret, vízszintesen mozgó lövegzár a Lubokról, csőszájfék, harci súlya 2030 kg) 1939. február 5-én került csapatpróbára, de elutasították a gyenge futómű és a rossz ballisztika miatt. Az F–25 tervezetet (csőhossz 23 űrméret, vízszintesen mozgó lövegzár a Lubokról, csőszájfék, harci súlya 1830 kg) szintén elutasította a GAU 1939. március 23-án, mivel az M–30 korábban került csapatpróbára. Az utóbbit, miután többször visszakerült átdolgozásra, végül 1939 szeptemberében 122 mm-es 1938 mintájú hadosztály-tarack néven hadrendbe állították. GAU-kódja 52–G–463.

### M–30 az F–25 ellen
Nincs hivatalos dokumentáció, amely részletezné az M–30 előnyeit az F–25-höz viszonyítva. A GAU döntését a következő tényezők befolyásolhatták:
- Az F–25-től eltérően az M–30-ast nem szerelték fel csőszájfékkel. Míg a csőszájfék csökkenti a visszarúgást, így lehetővé téve a könnyebb futómű alkalmazását, hátránya, hogy az elvezetett lőporgázok felverik a port, így felfedve a löveg pozícióját. Egy másik mellékhatása a csőszájféknek, hogy a löveg mögött megnövekedik a légnyomás, a gázok és a láng egy része is hátrafelé terjed, amely hatások rontják a kezelőszemélyzet munkakörülményeit.
- Az M–30 több alkatrészt is használt a korábbi lövegekből, ezek közül az egyik legfontosabb az 1910/30 mintájú löveg megszakított menetű csavarzárja. Mivel ebben az időben a szovjet ipar komoly problémákkal küzdött a csúszó lövegzárak gyártása során (amelyeket az F–25-höz használtak) nagy űrméretű lövegekhez, az alacsony technikai rizikó jelentős előnynek bizonyult.
- Az M–30 erősebb futóművét más, nagyobb kaliberű lövegekhez is lehetett használni – és használták is: 152 mm-es 1943 mintájú tarack (D–1).

## Gyártás
Az M–30 tarackok sorozatgyártása 1940-ben kezdődött a 92-es és a 9-es üzemekben. Az első csak 1940-ben vett részt a gyártásban, így összesen 500 darabot elkészítve. A vontatott tarackok mellett a 9-es számú üzem gyártotta az M–30SZ jelű lövegcsöveket is a SZU–122 rohamlövegek felfegyverzéséhez. Nagyjából 700 darab csövet gyártottak erre a célra. A sorozatgyártás egészen 1955-ig folytatódott. 1950–1960 között az M–30-ast Lengyelországban is gyártotta a Huta Stalowa Wola, ahol Wz. 1938 jelöléssel rendszeresítették.
| Az M–30 tarack gyártása |      |      |      |      |      |      |      |      |          |
| Év                      | 1940 | 1941 | 1942 | 1943 | 1944 | 1945 | 1946 | 1947 | Összesen |
| Legyártott darab        | 639  | 2762 | 4240 | 3770 | 3485 | 2630 | 210  | 200  | 19 266   |
| Év                      | 1948 | 1949 | 1950 | 1951 | 1952 | 1953 | 1954 | 1955 | 19 266   |
| Legyártott darab        | 200  | 250  | -    | 300  | 100  | 100  | 280  | 100  | 19 266   |

## Leírás

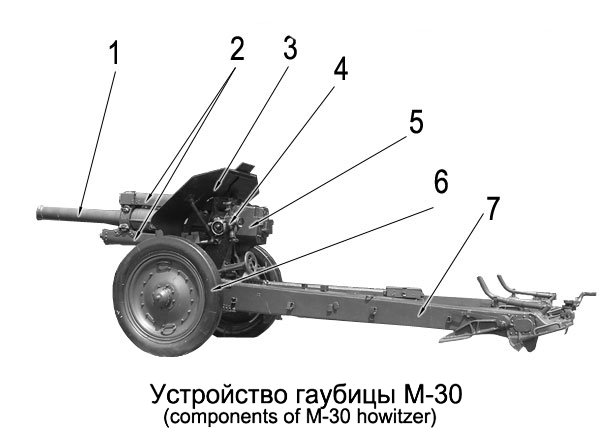
1. lövegcső, 2. hátrasikló rendszer, 3. lövegpajzs, 4. panoráma irányzék, 5. závárzat, 6. kerekek, 7. szétterpeszthető lövegtalpszárak

A závárzat megszakított menetű csavarzár típusú volt. A löveget ellátták hidraulikus fékkel és egy hidropneumatikus helyretolóval. A panoráma irányzékkal lehetett közvetett vagy közvetlen módban célozni.
Az M–30-ast modern szétterpeszthető lövegtalpszárakkal gyártották, felfüggesztéséről laprugók gondoskodtak, acélkerekeit pedig gumiabronccsal látták el. Általában járművel vontatták, lövegmozdony nélkül. A futómű műúton 50 km/h, terepen 35 km/h vontatási sebességet biztosított, emellett lehetett mozgatni hat lóból álló fogattal is, de ilyen esetben már lövegmozdonyt is alkalmaztak. Mikor a lövegtalpszárakat szétnyitották, a felfüggesztés automatikusan lezárt. Vészhelyzet esetén összezárt talpszárakkal is lehetett tüzelni a löveggel, de ekkor az oldalirányzás drasztikusan csökkent (1°30'). A tarackot 1–1,5 perc alatt lehetett tűzkésszé tenni.

## Szervezés és alkalmazás

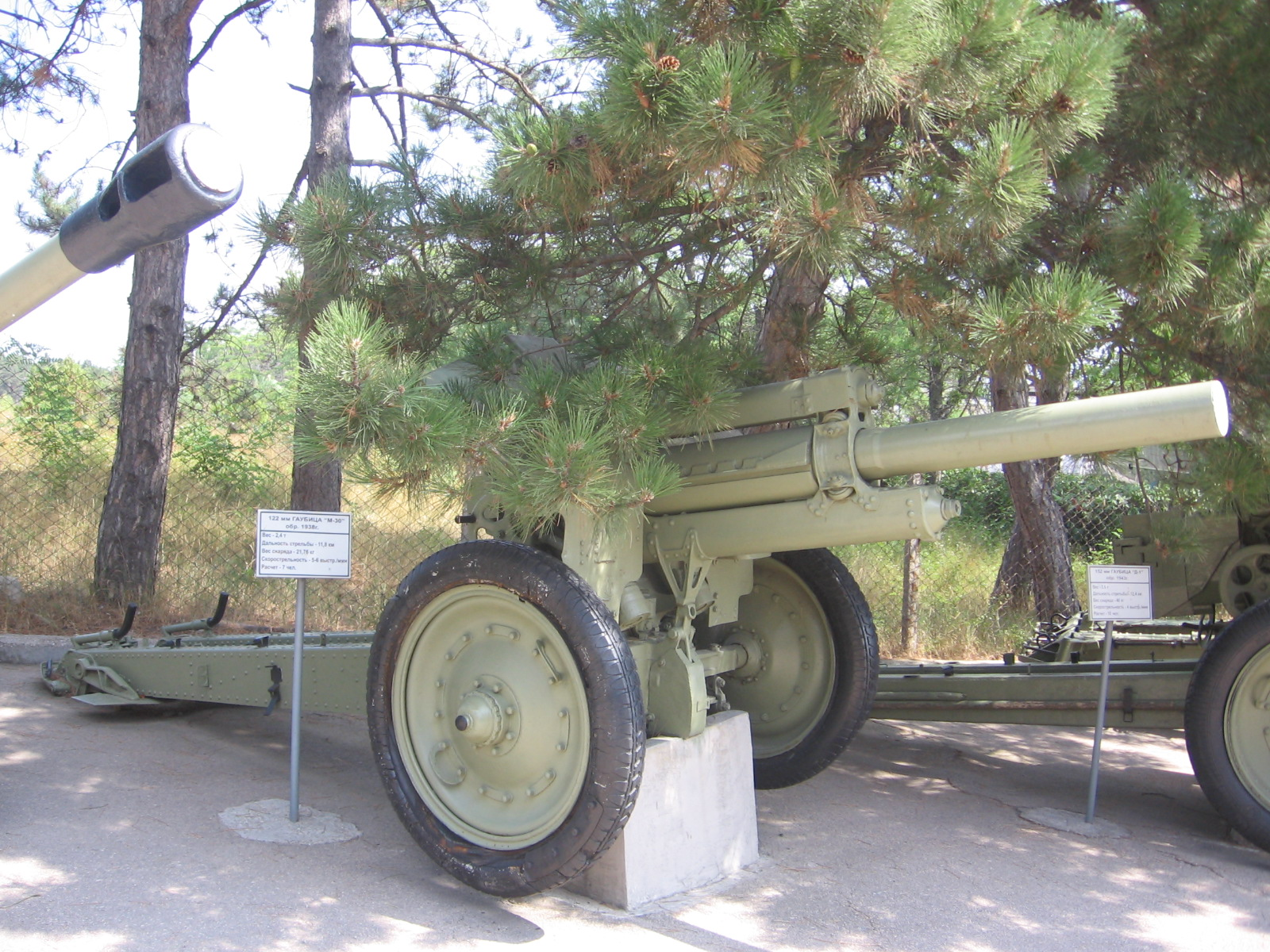
M–30 Szevasztopolnál

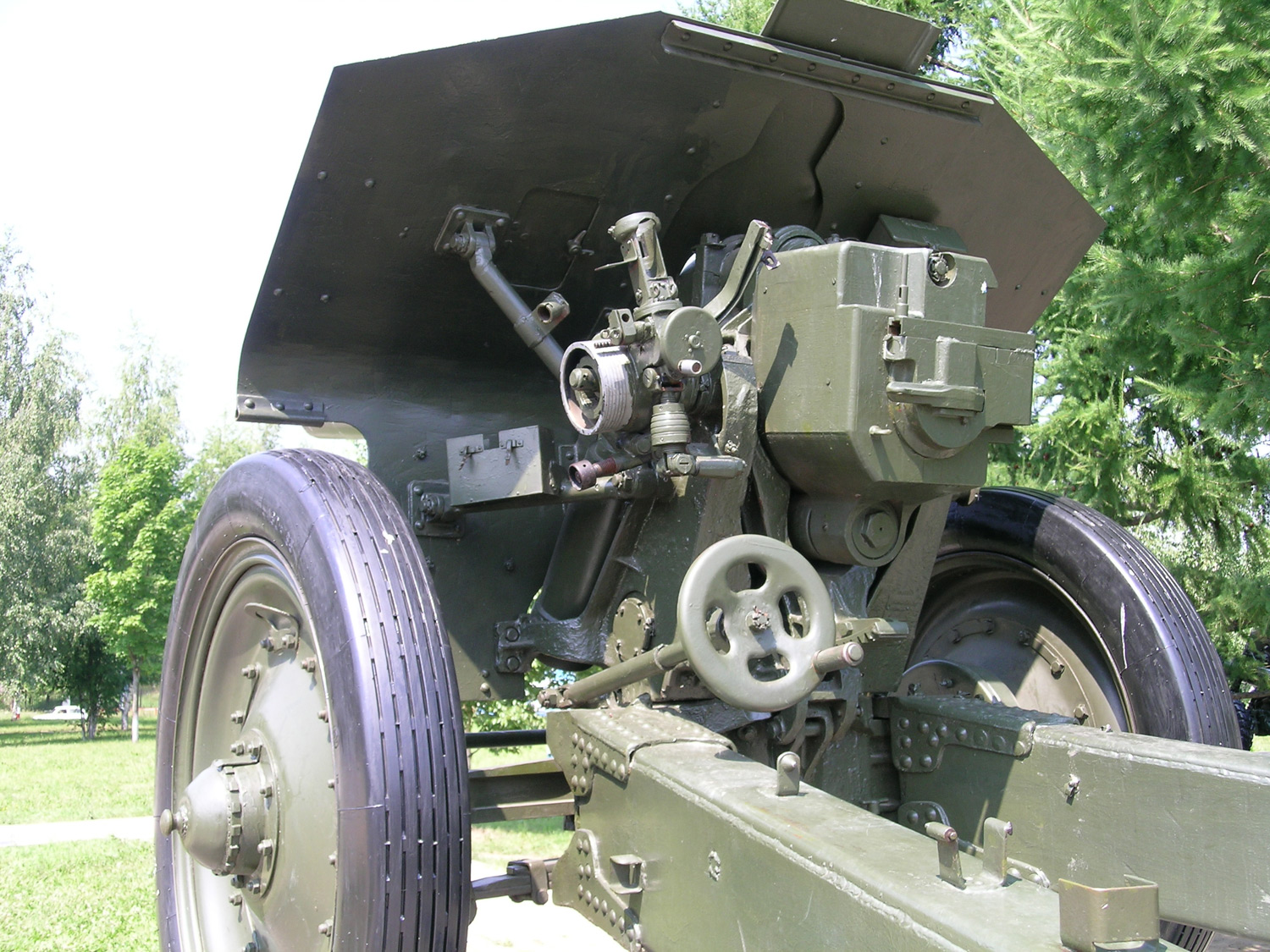
M–30 Nyizsnyij Novgorodnál, Oroszország

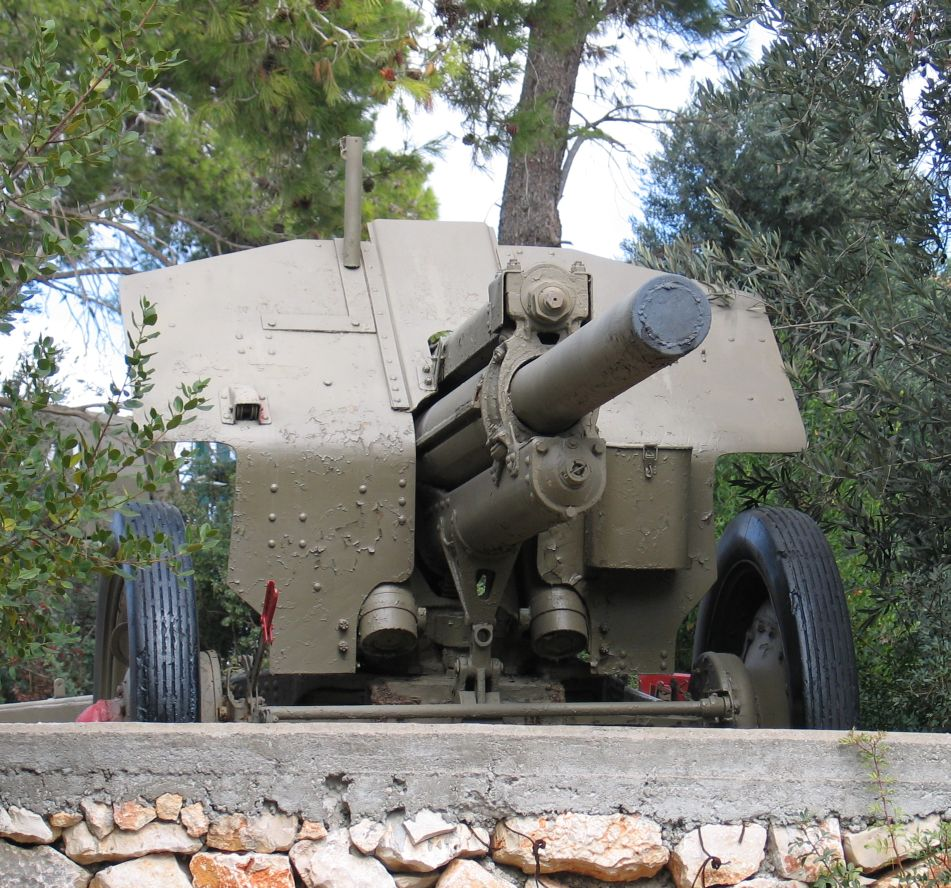
M–30 Izraelban

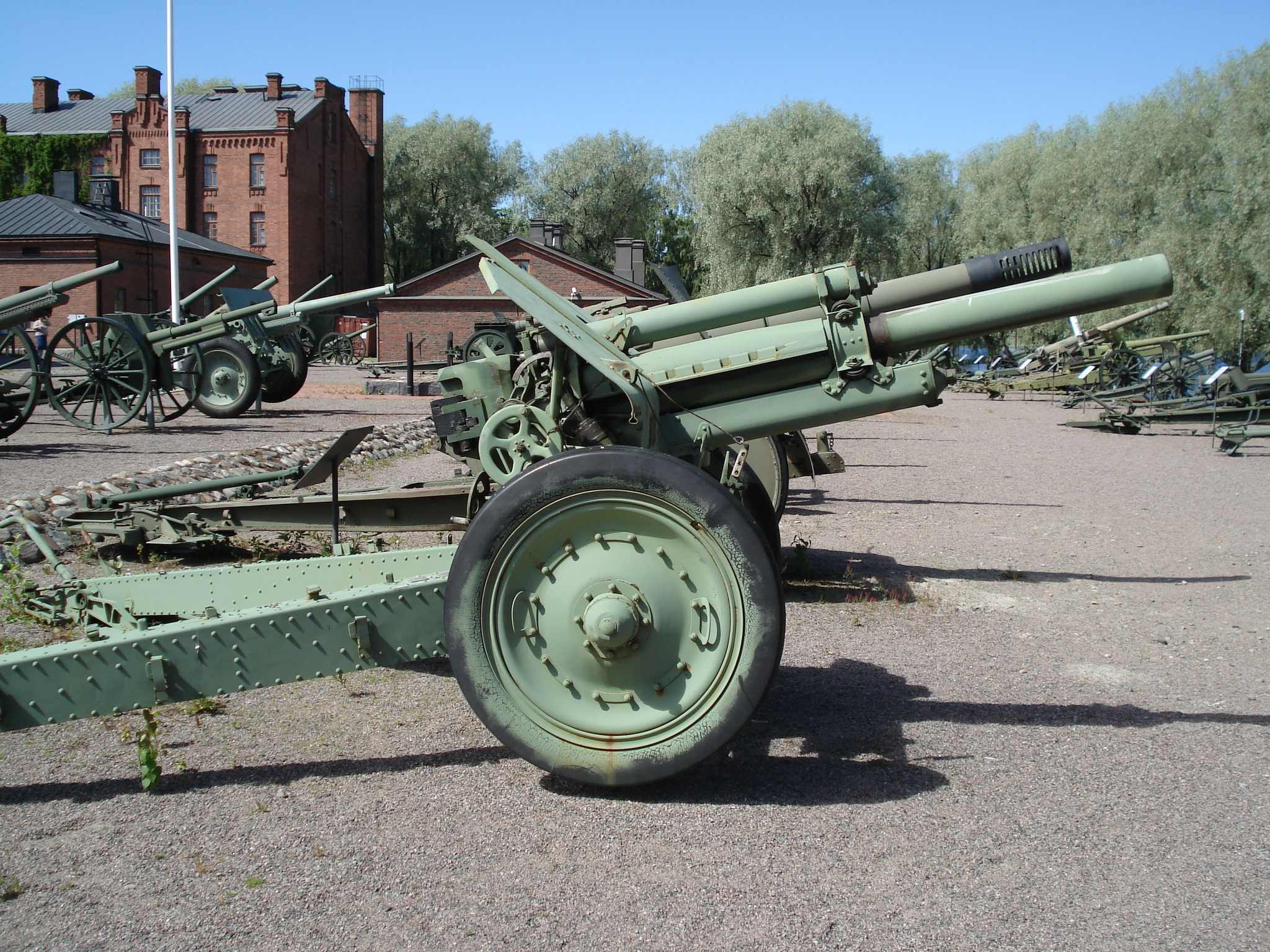
M–30 a Hämeenlinna Tüzérségi Múzeumban, Finnország

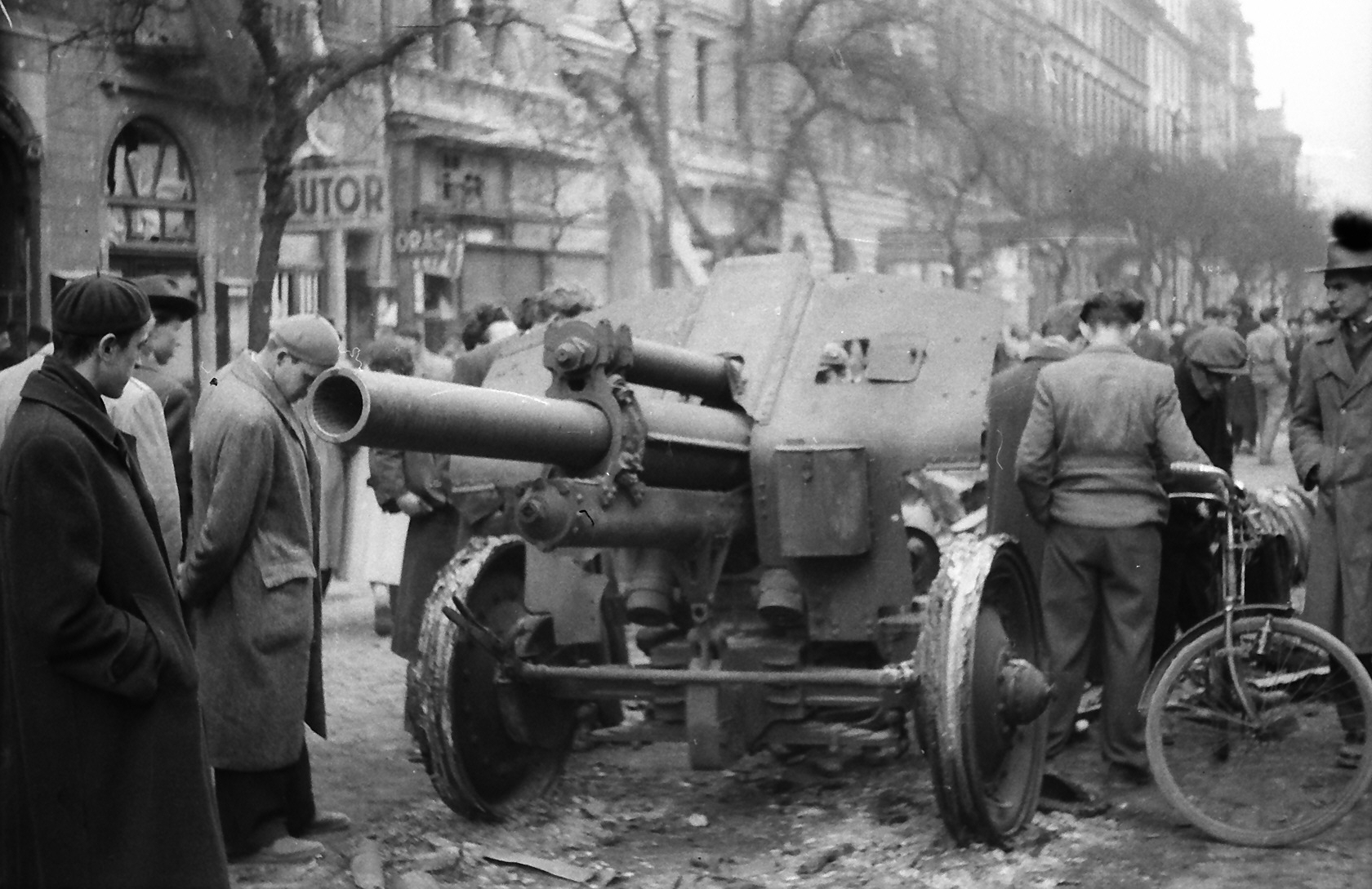
1956 Járókelők nézegetnek egy kilőtt 122 mm-es tarackot a Ferenc körút 36-38. előtt

### Vörös Hadsereg
Az M–30 hadosztályszintű tarack volt. Az 1939-es szervezési feljegyzések szerint minden lövészhadosztály két tüzérségi ezreddel rendelkezett; egy könnyű ezreddel (egy zászlóalj 76 mm-es lövegekkel; két vegyes zászlóalj egy 76 mm-es lövegekkel felszerelt üteggel és két 122 mm-es tarackkal felszerelt üteggel) és egy tarackezreddel (egy zászlóalj 122 mm-es tarackokkal és egy zászlóalj 152 mm-es tarackokkal), így összesen 28 darab 122 mm-es tarackkal hadosztályonként. 1940 júniusában egy újabb 122 mm-es tarackokkal felszerelt zászlóaljat rendeltek a tarackezredhez, ezzel megnövelve a lövegek számát, egységenként 32 darabra. 1941 júniusában a tarackezredet eltávolították, így a tarackok száma 16 darabra csökkent. Ezt a szervezési formát használták a háború folyamán, melyből kivételt csak a gárda lövészhadosztályok képeztek, amelyek 1942 decemberétől három tüzérségi zászlóaljjal rendelkeztek (zászlóaljanként két 76 mm-es lövegekkel felszerelt üteg és egy 122 mm-es tarackokkal felszerelt üteg), összesen 12 darab tarackkal. 1944 decemberétől kaptak még egy tarackezredet (5 üteg 20 darab tarackkal), majd 1945 júniusától a lövészhadosztályokat újraszervezték.
1939–1940 között a hegyi lövészhadosztályokhoz egy 122 mm-es tarackokkal felszerelt zászlóaljat (3 üteg 9 darab löveggel) osztottak. 1941-től már egy tüzérségi ezreddel (2 zászlóalj, egyenként három, 4 darab löveggel felszerelt üteggel), benne 24 tarackkal ellátva, de az 1942-es év elejétől csak egy zászlóalj (2 üteg 8 darab tarackkal) maradt. 1944-től a tarackokat kivonták a hegyi lövészhadosztályoktól.
A gépesített hadosztályok két vegyes zászlóaljjal (egy 76 mm-es lövegekkel és két 122 mm-es tarackokkal felszerelt üteggel), összesen 12 tarackkal rendelkeztek. A harckocsihadosztályok egy zászlóaljjal, így 12 tarackkal voltak ellátva. A lovashadosztályok 1941 augusztusáig két 122 mm-es tarackkal felszerelt üteggel, így 8 darab tarackkal rendelkeztek, mielőtt a hadosztálytüzérséget feloszlatták.
Az 1941-es év végéig a lövészdandárok egy üteg 122 mm-es tarackkal voltak felszerelve. 122 mm-es tarackokat a főparancsnokság tartalék egységeinek tarackdandárjai is használtak (72–84 darab).
1941. június 1-jén 1667 darab M–30 állt hadrendbe, amely mennyiség csak egy töredéke a Vörös Hadsereg hadosztálylövegeinek. A háború előrehaladtával számuk rohamosan nőtt a sorozatgyártás felfutásával és a régebbi lövegek veszteségével az 1941–42-es évek folyamán.
Az M–30 tarackokat főleg az ellenséges élőerő közvetett tüzelésére használták. Ezen kívül tábori erődítmények megsemmisítésére, aknamezők felszámolására és szögesdrót-akadályok eltávolítására is használták. Repesz-romboló lövedékeik potenciális veszélyt jelentettek a páncélozott járművek számára is. A robbanás után keletkezett repeszek akár 20 mm vastag páncélt is át tudtak lyukasztani, ami elegendő volt vékonyan páncélozott járművek ellen.
1943-ban az ellenséges harckocsik elleni önvédelemre kumulatív lövedékeket is kifejlesztettek. 1943 előtt a személyzet csak a nagy robbanóerejű lövedékeikre számíthattak, néhány százalékos sikerrel. Az 1943-as német jelentések szerint egyszer egy Tigris harckocsit is sikerült súlyosan megrongálnia egy SZU–122 rohamlövegnek nagy robbanóerejű lövedékeivel.
Az M–30 tarackokat többféleképpen is vontathatták: lovakkal, szovjet vagy a kölcsönbérleti törvény által szovjet kézre került szövetséges teherautókkal (mint például a Dodge WC széria), a Sztalinyec SZTZ–5–NATI és Ja–12 célra épített könnyű tüzérségi vontatók, vagy szükségtől függően saját személyzetük által.
1960-ban az M–30-ast a 122 mm-es D–30 típusú tarackkal váltották fel. Kis számban azonban még napjainkban is megtalálható az orosz hadsereg raktárában. Ezeket fokozatosan kivonják a raktárkészletből.

### Egyéb üzemeltetők
1941–1942 között a lövegek egy része a Wehrmacht kezére került, majd 12,2 cm s.F.H. 396(r) jelöléssel rendszeresítették őket. Németország a lövedékek sorozatgyártásába is belefogott, 1943-ban 424 000, 1944-ben 696 700 és 1945-ben 133 000 darabot gyártva. Néhány zsákmányolt példányt az Atlanti Fal erődítményeibe is beépítettek.
A finn hadsereg 41 darab löveget szerzett, majd 122 H 38 jelöléssel állították hadrendbe. Ezek a lövegek összesen 13 298 darab lövedéket lőttek ki harc közben; mindössze néhány darab löveget veszítettek el. A típust nagyon kedvelték, néhányat egészen az 1980-as évek közepéig használtak kiképzési célra.
A második világháború után a löveget a világ számos országába eljuttatták. Az egyiptomi és a szíriai erők bevetették az arabi–izraeli háborúkban. Néhányat zsákmányoltak az izraeliek, de nem tudni, hogy alkalmazták is-e ezeket. Kínában 54-es típusjelöléssel gyártották az M–30-ast.

## Változatok

### Szovjetunió
- M–30SZ – Némileg módosított változat, a SZU–122 rohamlöveg fegyverzeteként használták.
- U–11 – Hasonló ballisztikával rendelkező löveg, de sokkal kompaktabb hátrasikló mechanizmussal látták el, hogy könnyebb legyen járművekbe építeni. A lövegek kipróbálták a kísérleti SZU–122M rohamlöveggel, de megbízhatatlansága miatt elvetették. A löveg egy változatát beépítették a kísérleti Objekt 234 típusú harckocsiba, másik nevén a Joszif Sztálin no. 2-be (nem összekeverendő az ISZ–2 harckocsival).
- D–6 – Másik járműbe építhető löveg hasonló ballisztikával. A kísérleti SZU–122–III járművön használták, de megbízhatatlannak mutatkozott.[9]

### Kína
- 54-es típus – Licenc alapján gyártott változat.
- 54–1-es típus – Némileg továbbfejlesztett változat.[10]

### Lengyelország
- Wz. 1938/1985 – Meglévő wz. 1938 típusok, amelyeket elláttak görgőkerekekkel, PGO–9H irányzékkal és egy második elsütőszerkezettel a közvetlen tüzeléshez.[4]

### Románia
- M–30M - Az 1980-as években a román hadsereg M–30 tarackjait új, nagyobb légtömlős gumikerekekkel, új fékekkel, közvetlen tüzeléshez új optikai irányzékkal és páncéltörő feladathoz egy második magassági irányzékkal látták el.[11]

## Önjáró változatok

### Szovjetunió

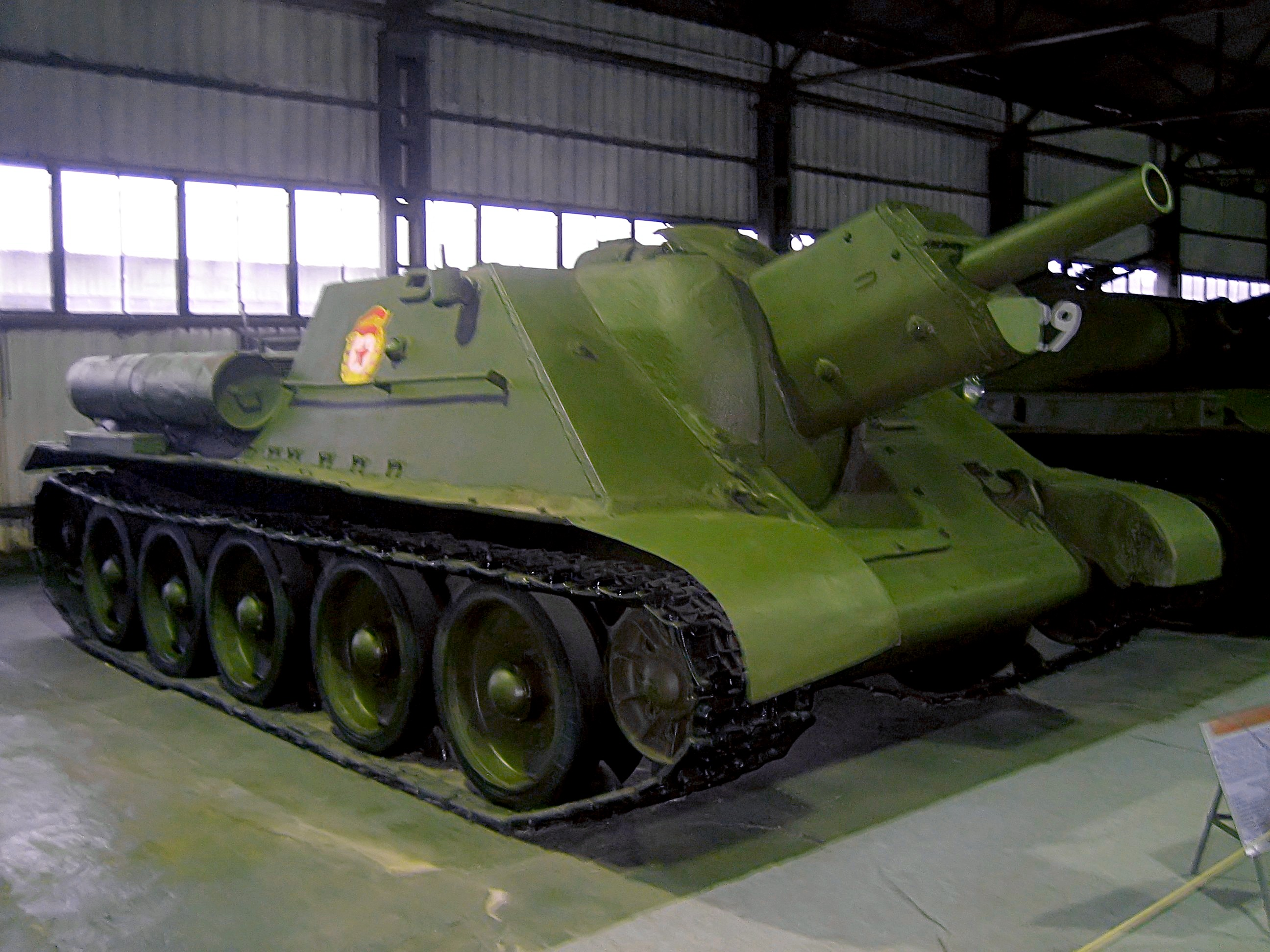
Egy SZU–122-es a Kubinka harckocsi múzeumban

- SZU–122 – Szovjet közepes rohamlöveg, amelyet a T–34 harckocsi alvázára építettek. Sorozatgyártása 1942 decemberétől 1943 szeptemberéig folyt. Összesen 638 darabot gyártottak.
- SZG–122 – Szovjet önjáró lövegek, melyeket zsákmányolt német Panzer III vagy StuG III harckocsik alvázára építettek. Nagyjából húsz darab készült az 1943-as év első hónapjaiban.[9]

### Harmadik Birodalom
- 12,2 cm Kanone (r) auf Geschützwagen Lorraine-Schlepper (f) – német önjáró löveg, amely zsákmányolt francia tüzérségi vontatón alapul (Lorraine 37L). Legalább egy darab készült ebből a típusból, amelyet Franciaországban használtak.[12]

### Kína
- Type WZ302 – Az 54-es vagy 54–1-es típus kombinálva egy 63-as típusú páncélozott szállító harcjárművel. Katonai jelölése a 70-es típusú önjáró löveg. A kezdeti típusnak csak négy futógörgője volt, de a továbbfejlesztett 70–1 típusnak már öt. A végső sorozatgyártott modellt új jeladó felszereléssel látták el, jelölése a 70–2 típus lett. Mindegyik modell 40 darab 122 mm-es lövedéket vihet magával.[8][13]

## Összegzés
Az M–30-assal a Vörös Hadsereg egy modern hadosztálytarackot kapott, amely sikeresen ötvözi a nagy tűzerőt és a jobb mozgékonyságot a megbízhatósággal és a könnyű használhatósággal. A háború utáni hosszú alkalmazása a bizonyíték arra, hogy igen hatékony fegyver volt.
Összehasonlítása más korabeli lövegekkel nehéz, mivel a külföldi lövegek, mint amilyet a franciák, a németek, az amerikaiak használtak, sokkal kisebbek, mindössze 105 mm-esek (a britek pedig még kisebb, 87,6 mm-es, 25 fontos löveget használtak) vagy éppen sokkal nagyobbak, 150–155 mm-esek. Tarackok hasonló kaliberben léteztek, de azok mind még az első világháborúból származtak, mint a Vickers 114 mm tarack, amit a finn hadsereg használt. Alapjában véve a 150 mm-es tarackok sokkal erősebbek, de sokkal nehezebbek is, mint az M–30; míg a 105 mm-es lövegek könnyebbek ugyan, de kisebb pusztítást végeznek.
Legnagyobb riválisa a német 10,5 cm leFH 18 könnyű tarack volt. Súlya 1985 kg, maximális magassági irányzása 42°, csőtorkolati sebessége 470 m/s, maximális lőtávolsága 10 675 m. A továbbfejlesztett leFH 18/40 csőtorkolati sebessége 540 m/s, magassági irányzása 45° és lőtávolsága 12 325 m. Lőtávolságukban már nagyjából megegyeztek, de a német tarack nagy robbanóerejű lövedékei kisebb pusztításra képesek, kisebb magassági irányzása pedig kevésbé teszi hatékonnyá a beásott katonák ellen, habár súlya 400 kg-mal volt kevesebb az M–30 tarackénál. Mindkét löveg alkalmas volt a sorozatgyártásra, 1941–45 között az M–30-ból 16 887 darabot, míg a leFH 18-ból 15 388 darabot gyártottak.

## Rendszeresített lőszertípusok
Az M–30 az összes 122 mm-es lőszertípus kilövésére alkalmas, amely a Vörös Hadsereg készletében fellelhető volt, beleértve a régi orosz és az importált típusokat is. A második világháború alatt és után új típusokat fejlesztettek ki, ebből a legfontosabb a kumultatív volt. A világháborús BP–460A kumultatív lövedék képes volt 100–160 mm vastag páncél átütésére 90°-os találati szög esetén; a háború utáni BP–1 ugyanebben a szögben akár 200 mm-nyit is átüthetett, 60°-ban 160 mm-t és 30°-ban 80 mm-t. Az OF–462 típusú repesz-romboló lövedékeket eredetileg az M–30-hoz fejlesztették ki, de a modernebb 122 mm-es eszközökből is kilőhetők, így még mindig használatban vannak.
| Elérhető lőszertípusok                                           |         |          |                |                                                  |               |
| Típus                                                            | Modell  | Súly, kg | Töltetsúly, kg | Csőtorkolati sebesség, m/s (max. hajtótöltettel) | Lőtávolság, m |
| Páncéltörő lövedékek                                             |         |          |                |                                                  |               |
| Kumultatív (1943 májusától)                                      | BP–460A |          |                | 335 (4 darab hajtótöltet)                        | 2000          |
| Repesz-romboló                                                   |         |          |                |                                                  |               |
| Repesz-romboló, acél (1000 darab repesz 30 méteres hatósugárban) | OF–462  | 21,76    | 3,67           | 515                                              | 11 720        |
| Repesz, acélos vas                                               | O–462A  | 21,7     |                | 458                                              | 10 800        |
| Repesz, acélos vas                                               | О–460А  |          |                |                                                  |               |
| Nagy robbanóerejű, régi                                          | F–460   |          |                |                                                  |               |
| Nagy robbanóerejű, régi                                          | F–460N  |          |                |                                                  |               |
| Nagy robbanóerejű, régi                                          | F–460U  |          |                |                                                  |               |
| Nagy robbanóerejű, régi                                          | F–460K  |          |                |                                                  |               |
| Srapnel lövedékek                                                |         |          |                |                                                  |               |
| Srapnel 45 mp.-es csővel                                         | S–460   |          |                |                                                  |               |
| Srapnel Т–6 csővel                                               | S–460T  |          |                |                                                  |               |
| Vegyi lövedékek                                                  |         |          |                |                                                  |               |
| Vegyi-repesz                                                     | OH–462  |          |                | 515                                              | 11 800        |
| Vegyi                                                            | H–462   | 21,8     | -              |                                                  |               |
| Vegyi                                                            | H–460   |          | -              |                                                  |               |
| Egyéb lövedékek                                                  |         |          |                |                                                  |               |
| Világító                                                         | SZ–462  |          | -              | 479                                              | 8500          |
| Propaganda                                                       | A–462   |          | -              | 431                                              | 8000          |
| Füst, acél                                                       | D–462   |          |                | 515                                              | 11 800        |
| Füst, acélos vas                                                 | D–462A  |          |                | 515                                              | 11 800        |

## Túlélő példányok

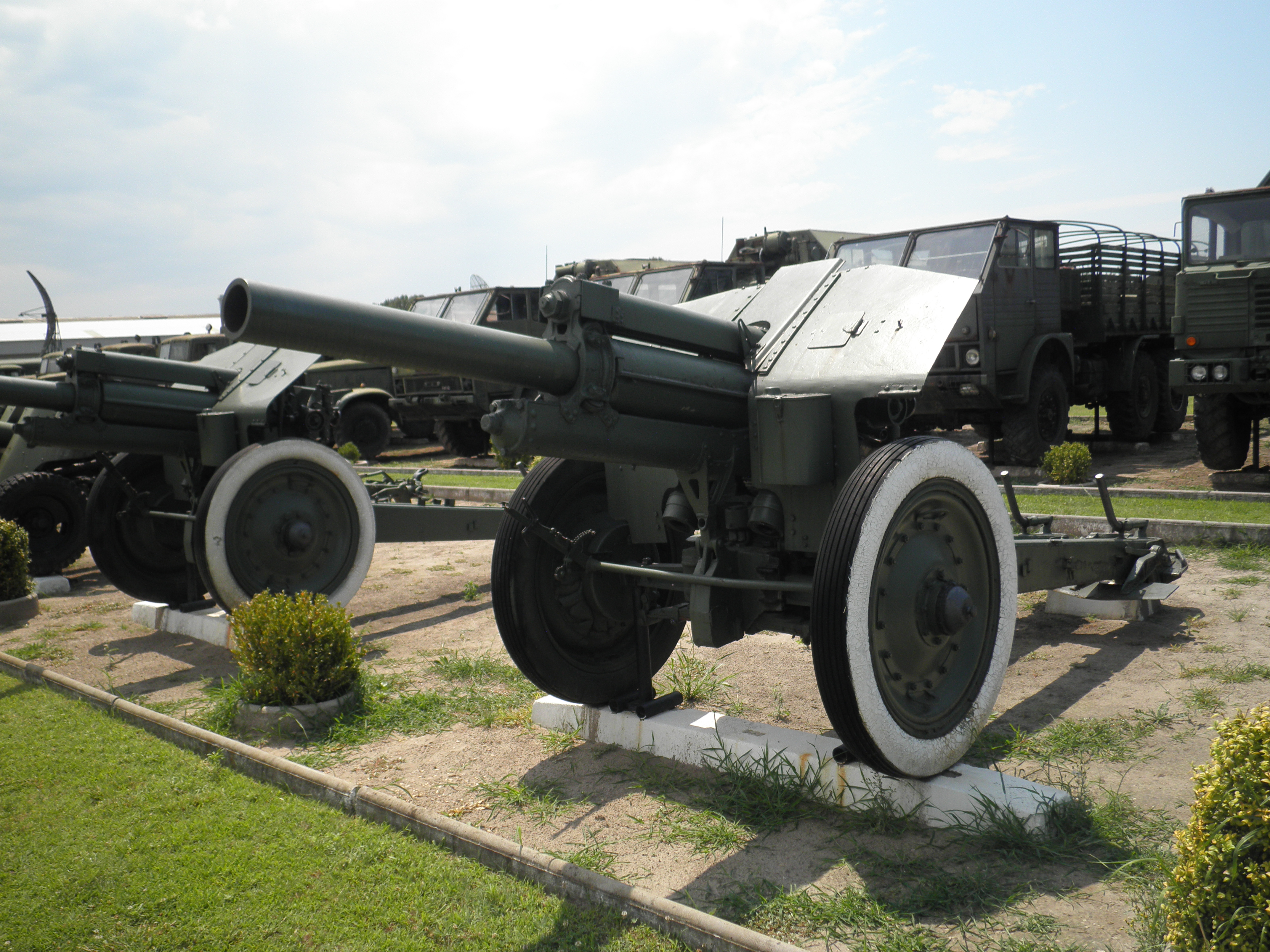
M–30 a keceli Haditechnikai Parkban

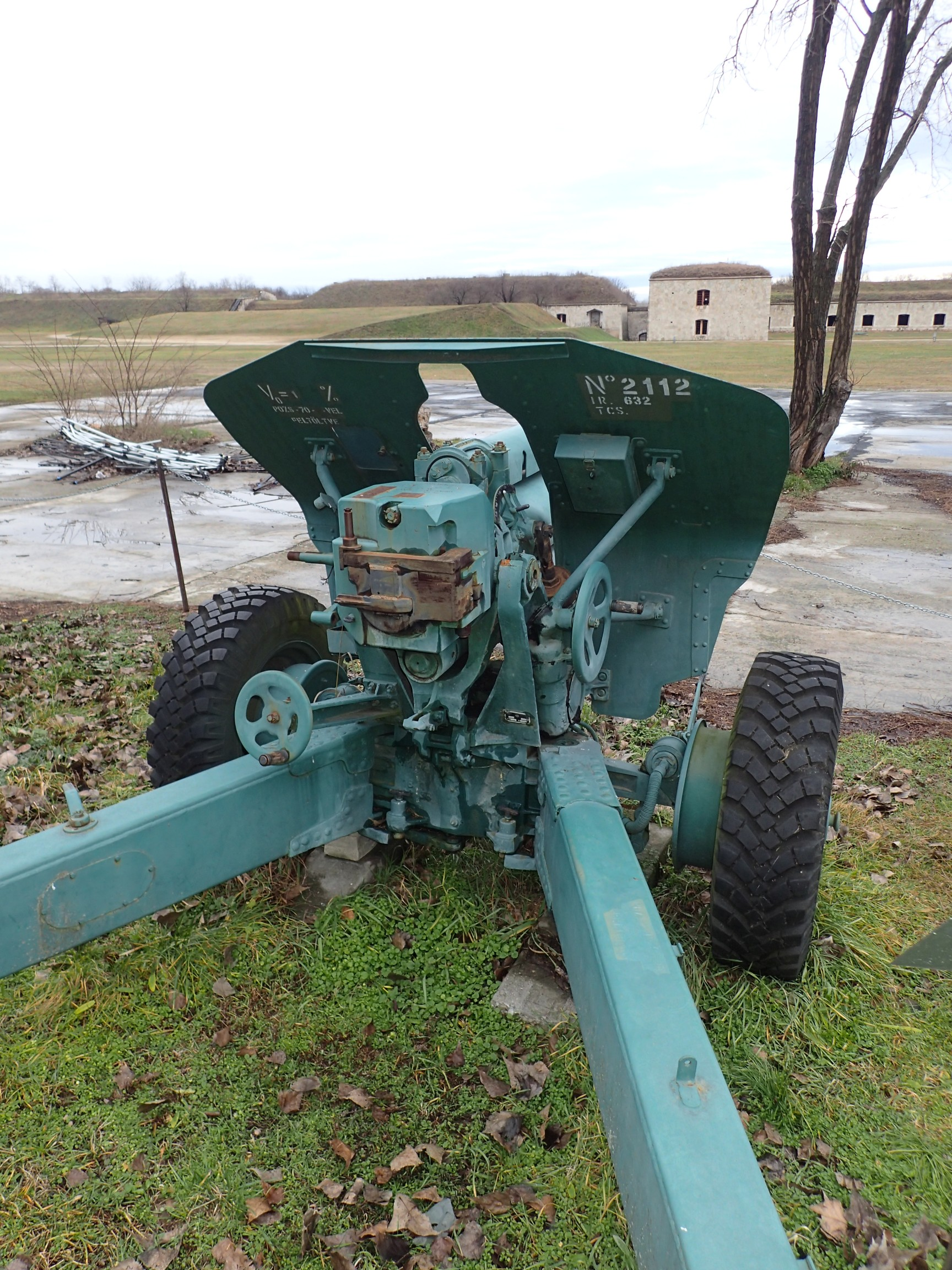
122 mm-es 1938 mintájú tarack (M–30) a Monostori Erődben, Komáromban

Az M–30 tarackot számos ország katonai múzeumában fel lehet lelni, helyenként emlékműként is ki vannak állítva. Néhány hely, ahol megtalálhatók:
- Moszkva, a Központi Fegyveres Erők Múzeumában és a Nagy Honvédő Háború Múzeumában.
- Szentpétervár, a Tüzérségi Múzeumban.
- Szevasztopol.
- Nyizsnyij Novgorod, a Zsukov Marsall téren emlékműként.
- Hämeenlinna, a Tüzérségi Múzeumban.
- Kecel, a Pintér Művek Haditechnikai Parkban.
- Tel-Aviv, az Izraeli Védelmi Erők Múzeumában.
- Zikhron Ya'akov, az Izraeli Védelmi Erők Tüzérségi Múzeumában.
- CFB Shilo, a Central Museum of The Royal Regiment of Canadian Artillery múzeumban.
- Komárom, a Monostori erődben.

## Alkalmazók

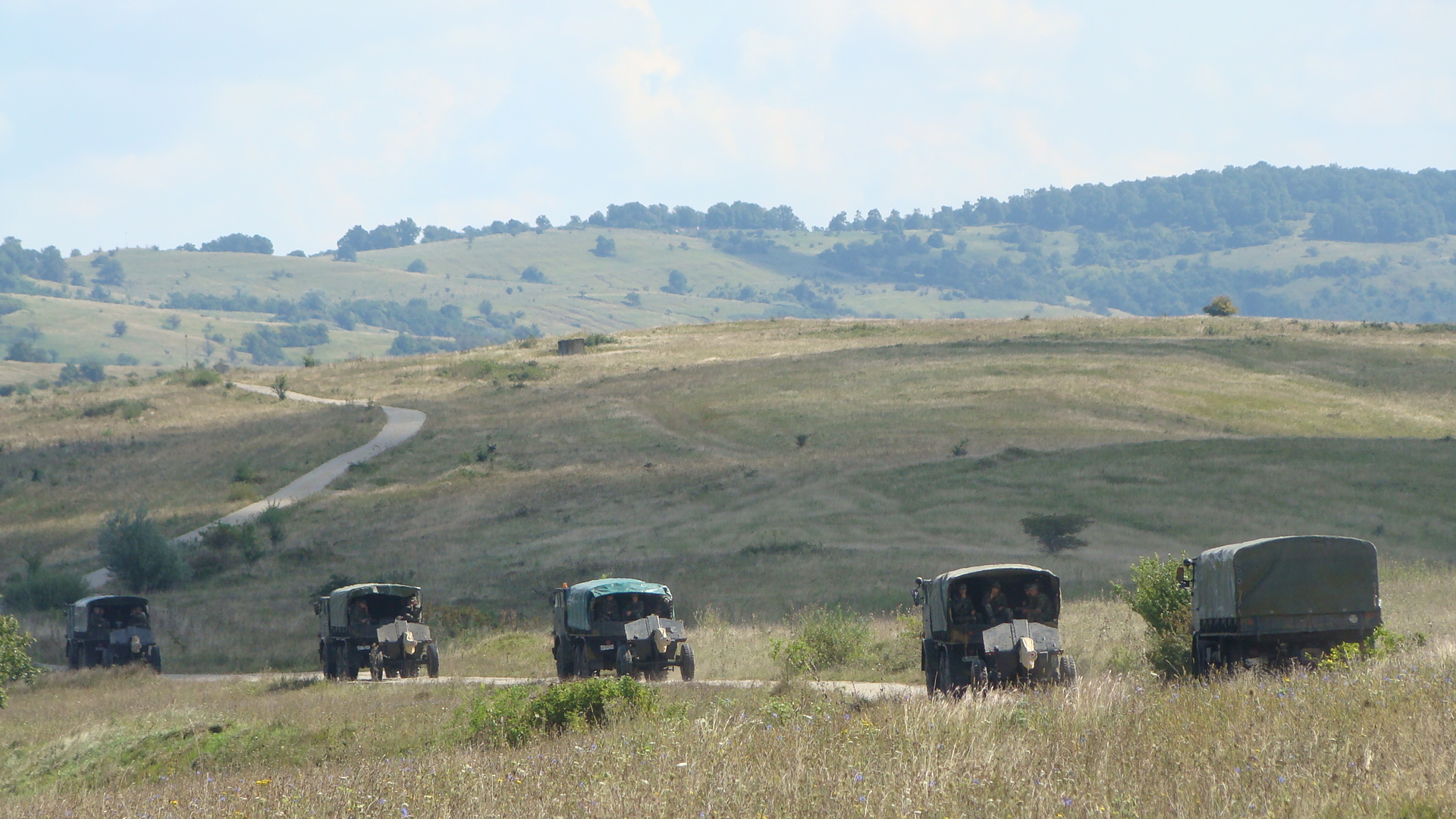
A Román Hadsereg M–30-as tüzérszakasza menetben 2007 augusztus

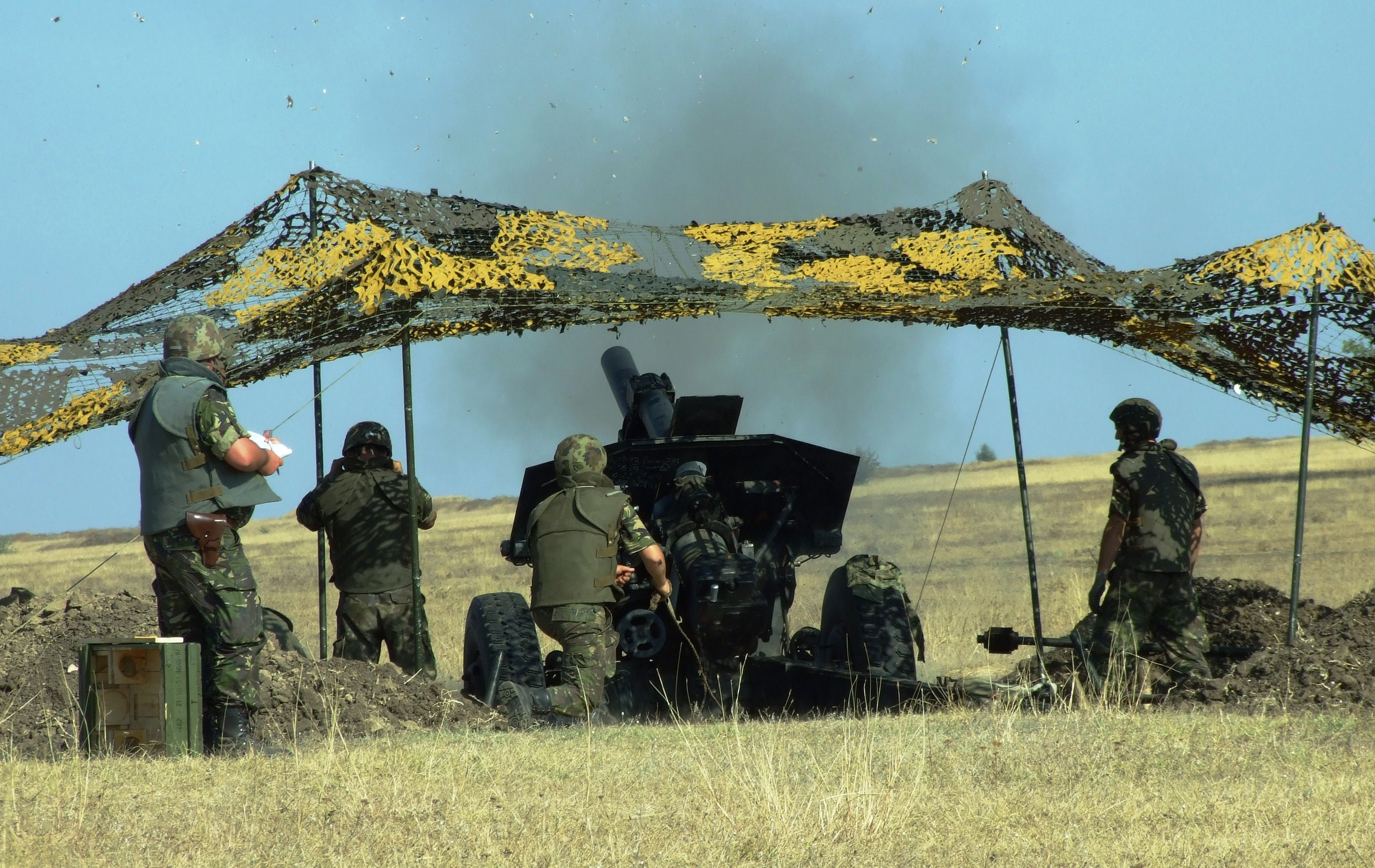
M–30-as tüzelőállásban

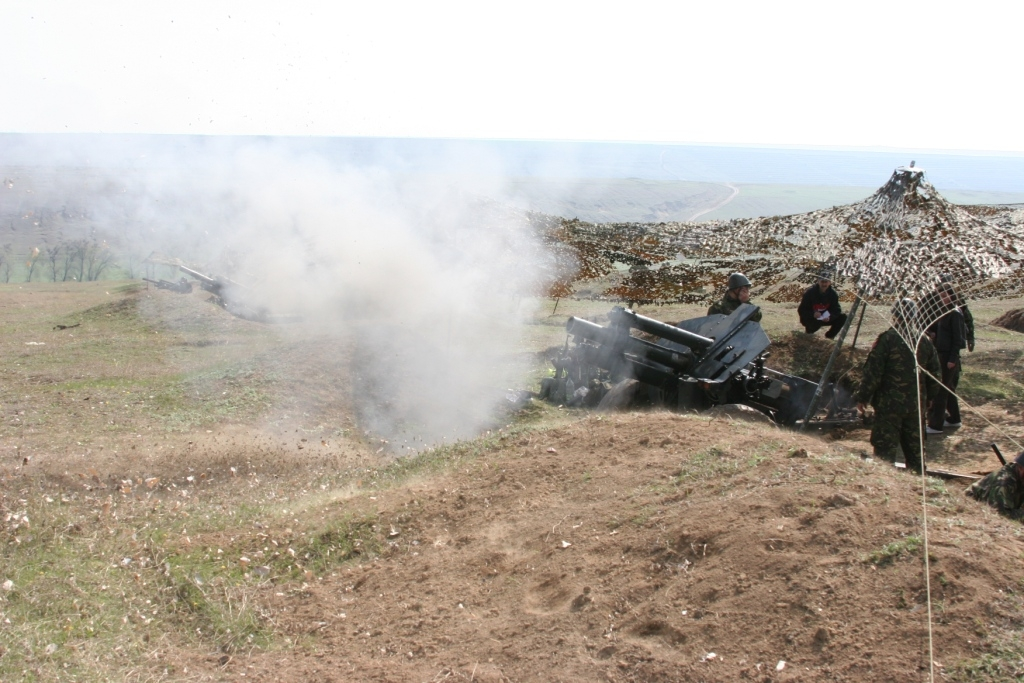
M–30-as tűzcsapás közben

A Jane's Armour and Artillery-re hivatkozva az M–30 és az 54-es típus még napjainkban is megtalálható néhány ország haderejében:
- Afganisztán
- Albánia – 100 darab 54-es típus
- Algéria – 60 darab
- Banglades
- Bolívia – 36 darab 54-es típus[10]
- Bosznia-Hercegovina – 3 darab
- Bulgária
- Csehország – 25 darab vz. 38/74 raktáron
- Egyiptom – 359 darab
- Etiópia – 360 darab
- Horvátország – 45 darab
- Indonézia
- Irán – 54-es típus
- Irak
- Jemen – 50 darab
- Kambodzsa – 54-es típus
- Kirgizisztán – 37 darab
- Kína – 54-es típus
- Kongói Köztársaság – 10 darab
- Kuba
- Laosz – 20 darab
- Lengyelország – 280 darab Wz. 1938/1985
- Libanon - 33 darab
- Észak-Macedónia – 108 darab Bulgáriától
- Magyarország – 230 darab 38/68 M. tarack
- Mongólia
- Mozambik – 24 darab M–30 és D–30
- Oroszország – 4000 darab raktáron
- Pakisztán – 30-200 darab 54-es típus[14]
- Románia – 204 darab
- Szíria – 150 darab
- Szudán – 24 darab M–30 és 76 darab 54-es típus
- Szlovákia – 46 darab
- Tanzánia – 24–100 darab 54-es típus
- Uganda – 18 darab
- Ukrajna – 3 darab raktáron
- Vietnám
- Zimbabwe – 24 darab 54-es típus

## Fordítás
- Ez a szócikk részben vagy egészben  a(z)   122 mm howitzer M1938 (M-30) című angol Wikipédia-szócikk ezen változatának fordításán alapul.  Az eredeti cikk szerkesztőit annak laptörténete sorolja fel. Ez a jelzés csupán a megfogalmazás eredetét és a szerzői jogokat jelzi, nem szolgál a cikkben szereplő információk forrásmegjelöléseként.